# Прошлой ночью в Нью-Йорке
«Прошлой ночью в Нью-Йорке» (англ. Last Night) — мелодрама режиссёра Мэсси Таджедин с участием Киры Найтли, Сэма Уортингтона, Евы Мендес и Гийома Кане.

## Сюжет
Фильм повествует о жизни семейной пары — Майкла и Джоанны. На один день им приходится расстаться: Майкл вместе со своей привлекательной коллегой Лорой отправляется в командировку в Филадельфию. Джоанна в Нью-Йорке тем временем встречает Алекса, с которым когда-то у неё был роман. Фильм параллельно демонстрирует борьбу с искушением всех четырёх героев.

## В ролях
- Кира Найтли — Джоанна Рид
- Сэм Уортингтон — Майкл Рид
- Ева Мендес — Лора
- Гийом Кане — Алекс Манн
- Стефани Романов — Сандра
- Гриффин Данн — Труман
- Криссел Альмейда — Крис
- Скотт Эдсит — Стюарт